# Felice Gialdini
Felice Gialdini (Pescia, 20 luglio 1825 – Roma, 23 novembre 1903) è stato un arcivescovo cattolico italiano.

## Biografia
Nato da Cesare e Anna Galli, all'età di undici anni entrò nel seminario vescovile di Pescia, dove frequentò i corsi di filosofia e teologia. Dopo il seminario s'iscrisse all'università di Pisa e conseguì la laurea in teologia e diritto canonico. Rientrato in diocesi, divenne insegnante presso il seminario, esaminatore prosinodale e fu nominato canonico teologo della cattedrale di Pescia. Successivamente fu nominato economo spirituale e poi priore della chiesa dei Santi Stefano e Niccolao, una delle più importanti della diocesi. A Pescia fu animatore di numerose attività filantropiche. Fu confratello della misericordia, della scuola di dottrina cristiana presso la chiesa di Sant'Antonio e tra i fondatori dell'asilo infantile.
Il 12 maggio 1879 papa Leone XIII lo nominò vescovo titolare di Dioclea e lo pose al fianco del vescovo di Montepulciano come coadiutore con diritto di successione. Il 23 aprile 1890 divenne vescovo di Montepulciano. Otto anni dopo, fu richiamato in Vaticano e nominato arcivescovo titolare di Cirene e canonico dell'arcibasilica di San Giovanni in Laterano.

## Genealogia episcopale
La genealogia episcopale è:
- Cardinale Scipione Rebiba
- Cardinale Giulio Antonio Santori
- Cardinale Girolamo Bernerio, O.P.
- Arcivescovo Galeazzo Sanvitale
- Cardinale Ludovico Ludovisi
- Cardinale Luigi Caetani
- Cardinale Ulderico Carpegna
- Cardinale Paluzzo Paluzzi Altieri degli Albertoni
- Papa Benedetto XIII
- Papa Benedetto XIV
- Cardinale Enrico Enriquez
- Arcivescovo Manuel Quintano Bonifaz
- Cardinale Buenaventura Córdoba Espinosa de la Cerda
- Cardinale Giuseppe Maria Doria Pamphilj
- Papa Pio VIII
- Papa Pio IX
- Cardinale Raffaele Monaco La Valletta
- Arcivescovo Felice Gialdini